# مقاطعة أوكونتو (ويسكونسن)
مقاطعة أوكونتو (بالإنجليزية: Oconto County, Wisconsin)‏ هي إحدى مقاطعات ولاية ويسكونسن في الولايات المتحدة. تأسست سنة 1851، وتبلغ مساحتها 1,149 ميل مربع (2,980 كـم2)، بلغ عدد سكانها 37660 نسمة في عام 2010 حسب إحصاء مكتب تعداد الولايات المتحدة .

## وصلات خارجية
- الموقع الرسمي
- United States Counties